# 沙粒公主
《沙粒公主》，為泰國GMM 25與LINE TV於2019年8月24日起播出的浪漫愛情喜劇，改編自Ancharee的原作小說，由Baifern、Dan及March主演。
此劇由GMMTV與製作公司On & On Infinity合作拍攝，在2018年11月GMMTV的「Wonder Th13teen」新劇宣傳活動上公開先導預告片。其後，此劇於2019年8月在GMM 25電視台及LINE TV首播，同年10月終映。

## 劇情簡介
女主角Kodnipa（Kod）是一個孤兒出身的女生，需要一邊上學一邊打工去養活自己。某一天，她遇上了富有的男生Jirapat（Ji），Ji要Kod幫他做一些雜活，例如簽到、寫作業等等，就能獲得不錯的酬勞。突然，Kod收到了Ji前女友寄來的包裹，裡面居然有兩人剛出生的孩子。由於Ji已經訂婚，因而僱用Kod為臨時媽媽照顧孩子。
Kod在清邁的老師突然生病，於是她帶著孩子前往探病，但老師卻不斷要她帶所謂的「老公」前來見她。Kod最後只好找偶爾結下緣分的總裁Kirakorn（Ki）假扮為自己的老公，其後發現Ki、Ji乃是表兄弟關係，Ki的前女友是Ji的現任未婚妻。Kod更與Ki契約結婚，這時Ki和Ji都發現自己愛上了Kod。

## 演員陣容
註：括號內的演員姓名為小名。

### 主要人物
- 平采娜·樂維瑟派布恩（Baifern）飾演 Kodnipa

孤兒出身，在遇見Jirapat和Kirakorn之後捲入了他們之間的複雜關係。
- 朱塔吾·帕塔拉剛普（March）飾演 Jirapat

花心的富家子弟，Kirakorn的表弟。他經常向Kodnipa提出麻煩的要求，雖然Kodnipa口裏說不願意，但最後還是屈服在他的金錢攻勢之下。他在外國與其他女人鬼混期間，被爸爸發現並召回國要他訂婚。後來，在表哥與Kodnipa訂婚後，他才發現自己一早已經愛上了Kodnipa。
- 翁韋德·答奴翁（英语：Worrawech Danuwong）（Dan）飾演 Kirakorn

年輕企業家，Jirapat的表哥。為了讓表弟乖乖地與自己的前女友結婚，他與Kodnipa契約結婚，令Jirapat不再招惹Kodnipa。

### 其他人物
- 維拉育特·查蘇克（Arm）飾演 Wanchot
- 爱莉丝·蔡 飾演 Meaw
- 瑪妮拉·坎姆雯（Ae） 飾演 Puang Petch

Ji的秘書。
- 利欧·索塞（英语：Leo Saussay） 飾演 Jae
- 吳俊（英语：Korn Khunatipapisiri）（Oaujun）
- 杜婉達·董卡瑪尼（Tuk）

Ji和Ki的姑母。
- 薇拉亚·帕塔兰楚克采（Gina）飾演 Aff
- Tin Settachoke
- Narumon Phongsupan 飾演 Ladda

### 特別出演
- 蘇普·戰查仁（Lift）

Ji和Ki的爸爸。
- 吉拉迪·塔瓦翁（Mek）

## 外部連結
- GMMTV官方網站 （页面存档备份，存于）（泰文）
- MyDramaList 劇集介紹及劇評 （页面存档备份，存于）（英文）
- 豆瓣劇集介紹 （页面存档备份，存于）（中文）